# Вайсвассер (Верхня Лужиця)
Вайсвассер (нім. Weißwasser) — місто в Німеччині, розташоване в землі Саксонія. Входить до складу району Герліц, що підпорядкований адміністративному округу Дрезден. Складова частина об'єднання громад Вайсвассер.
Площа — 63,60 км2. Населення становить 15 640 ос. (станом на 31 грудня 2020).
Офіційною мовою в населеному пункті, крім німецької, є лужицькі. 
Місто відоме своїми скляними виробами та традиціями склодувів.

## Галерея

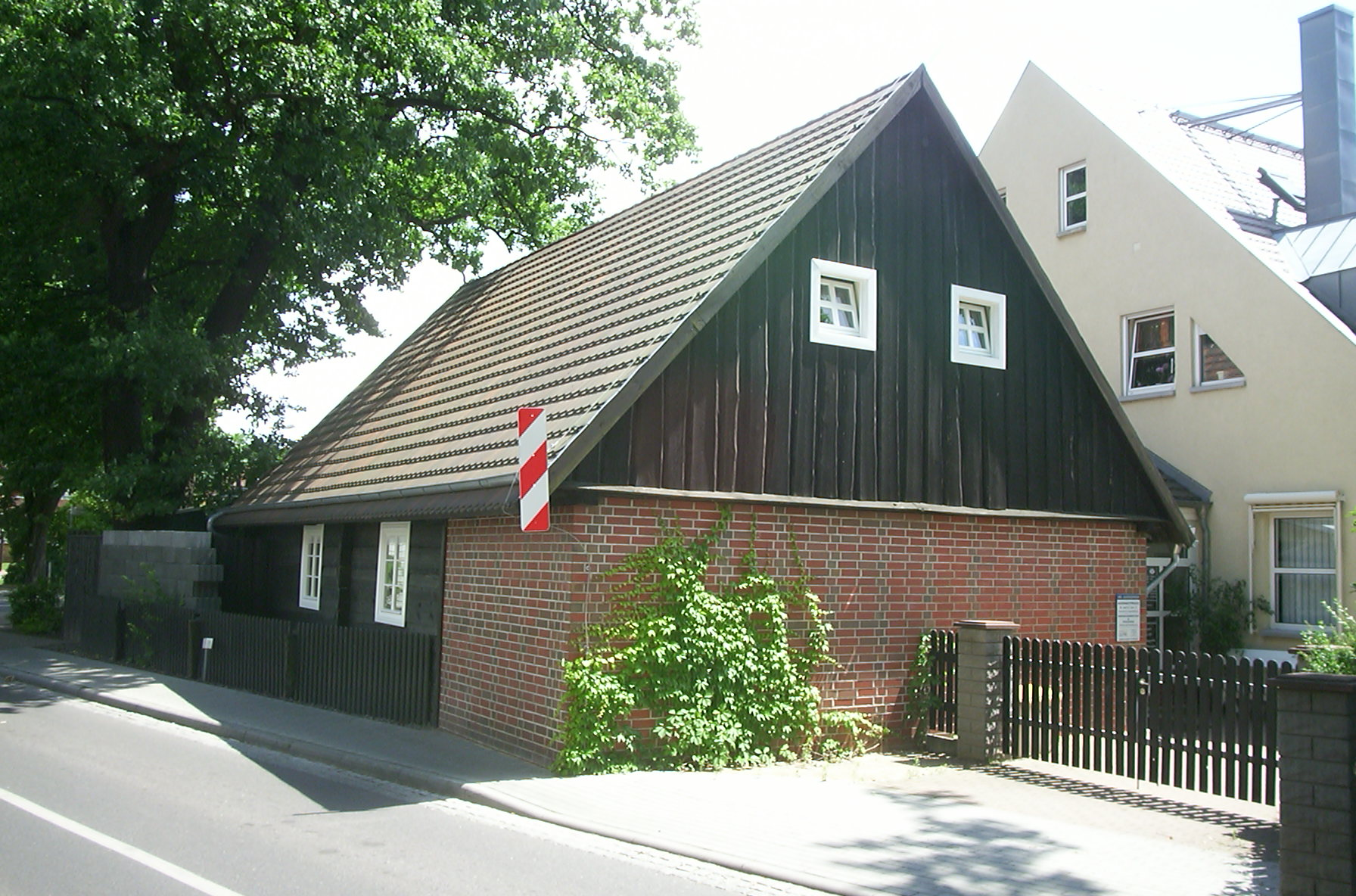
Будинок у старій частині міста
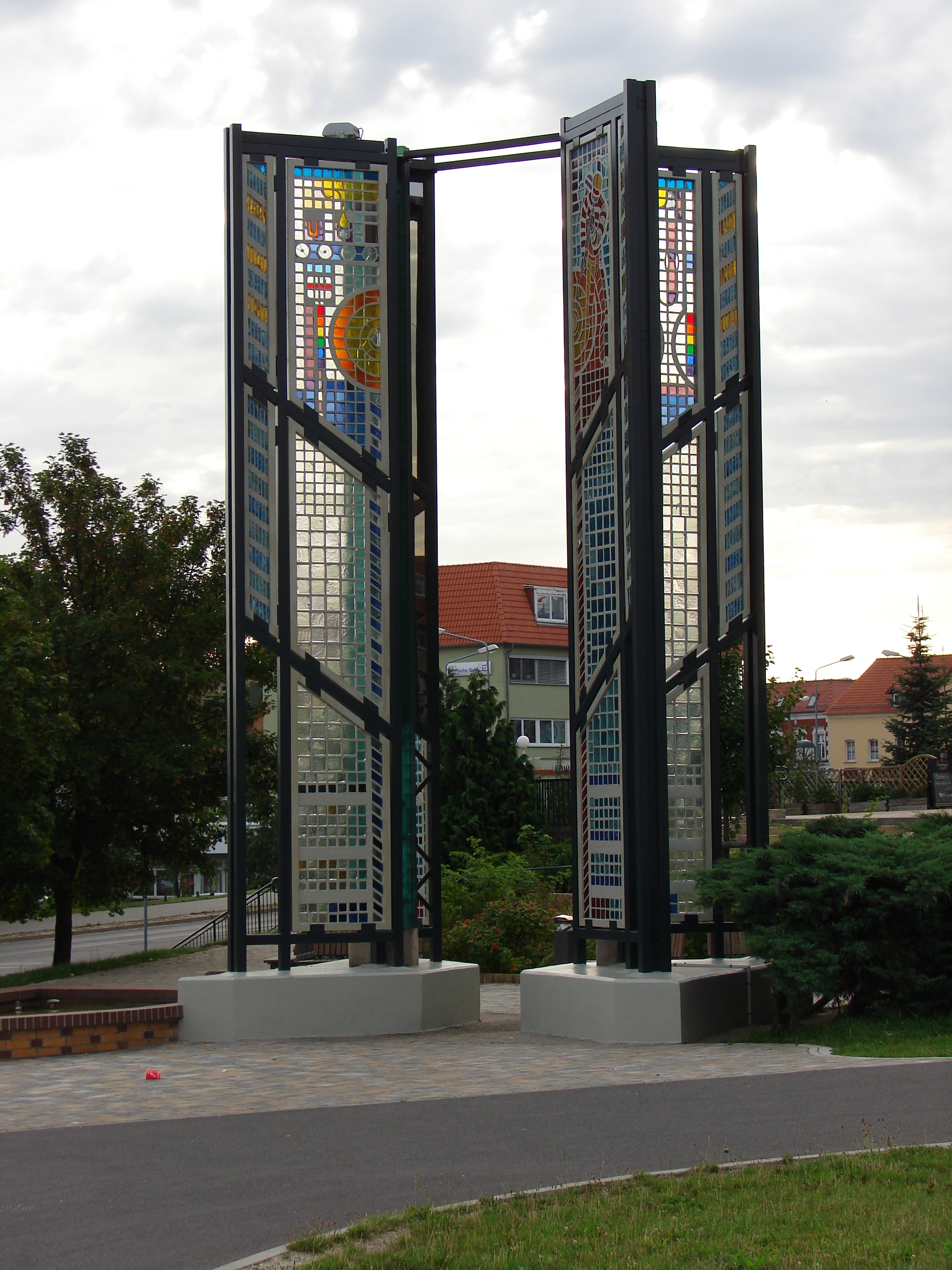
Стела склодувів
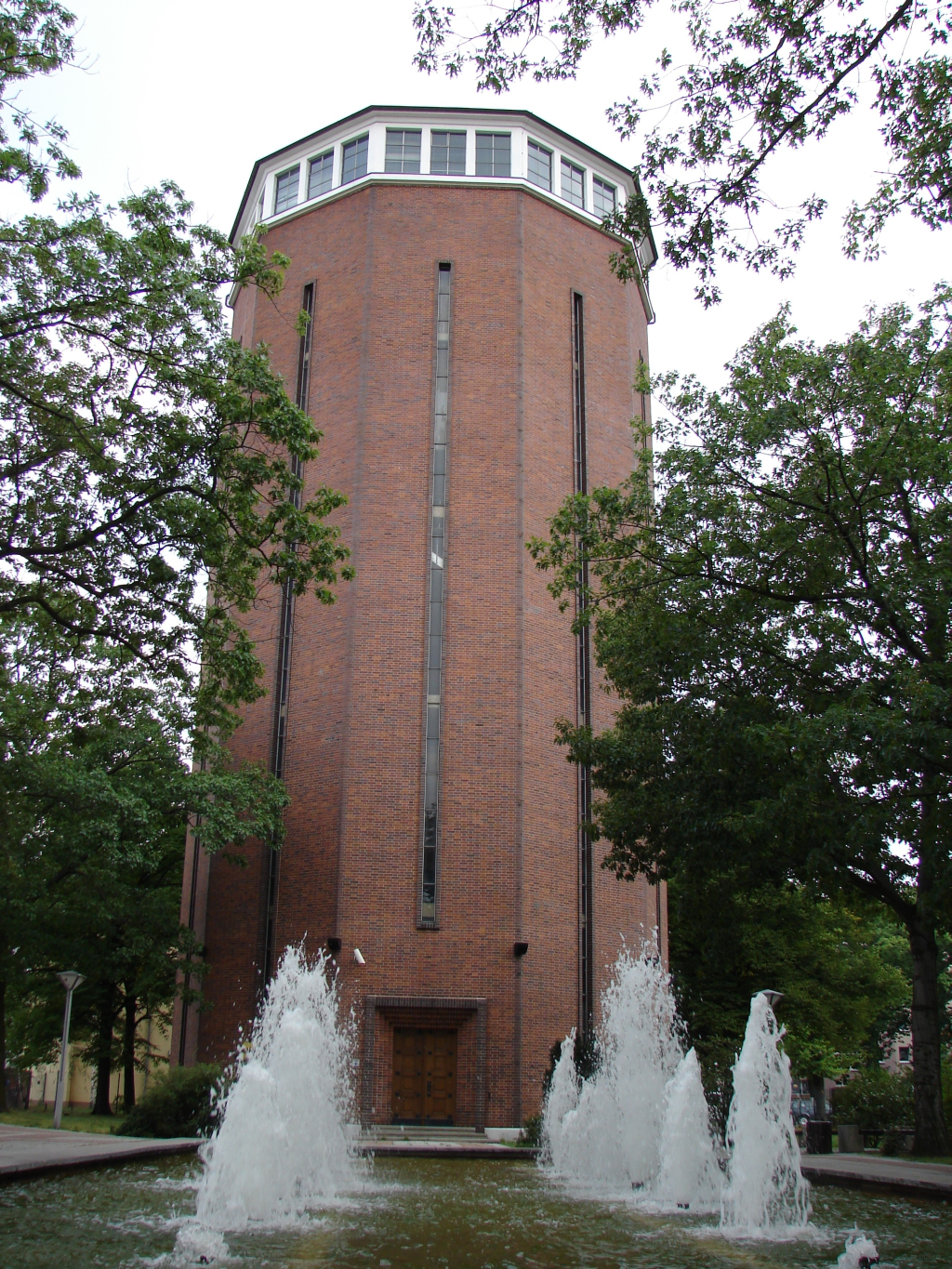
Водяна вежа біля басейну
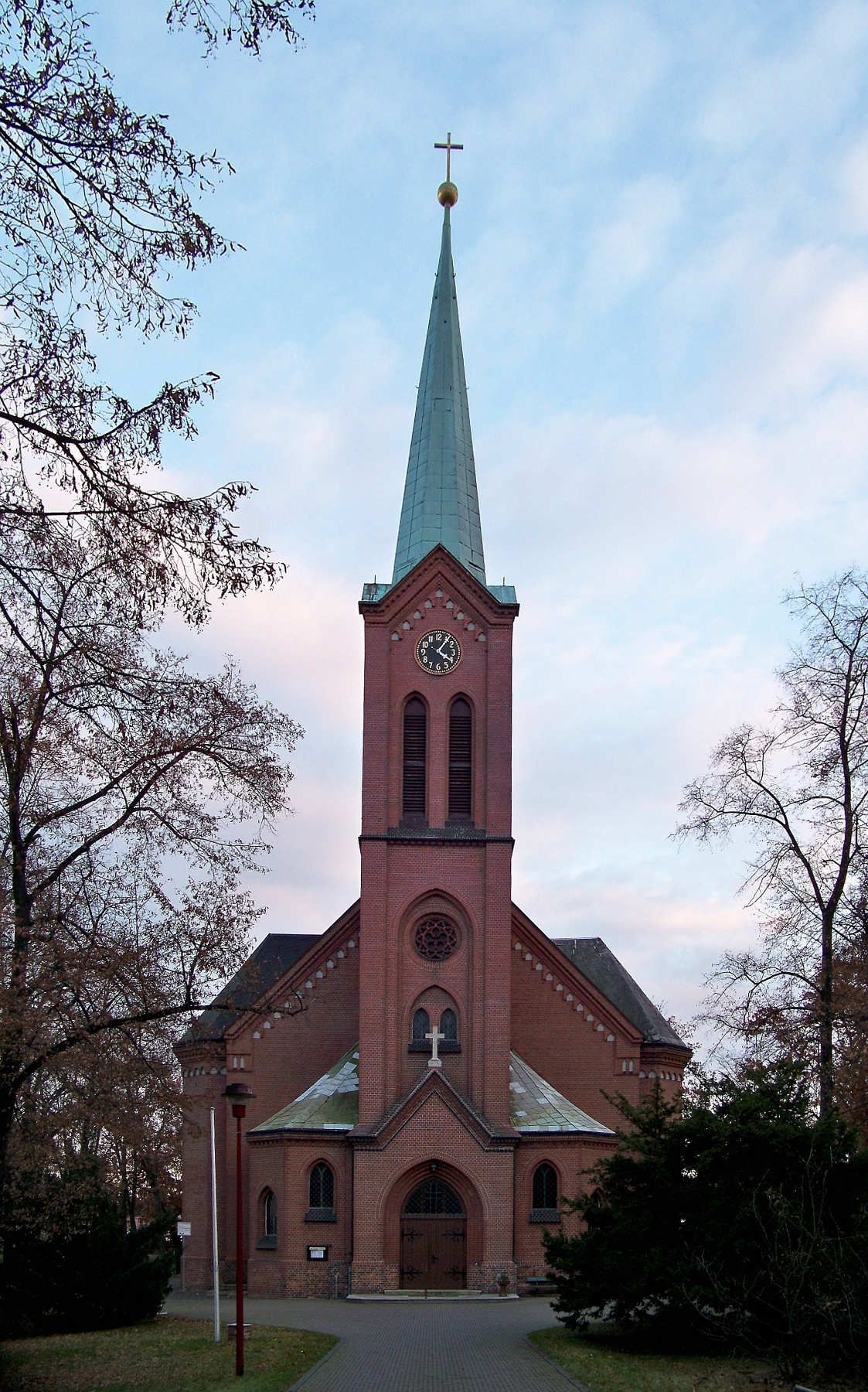
Католицька церква, збудована у 1902
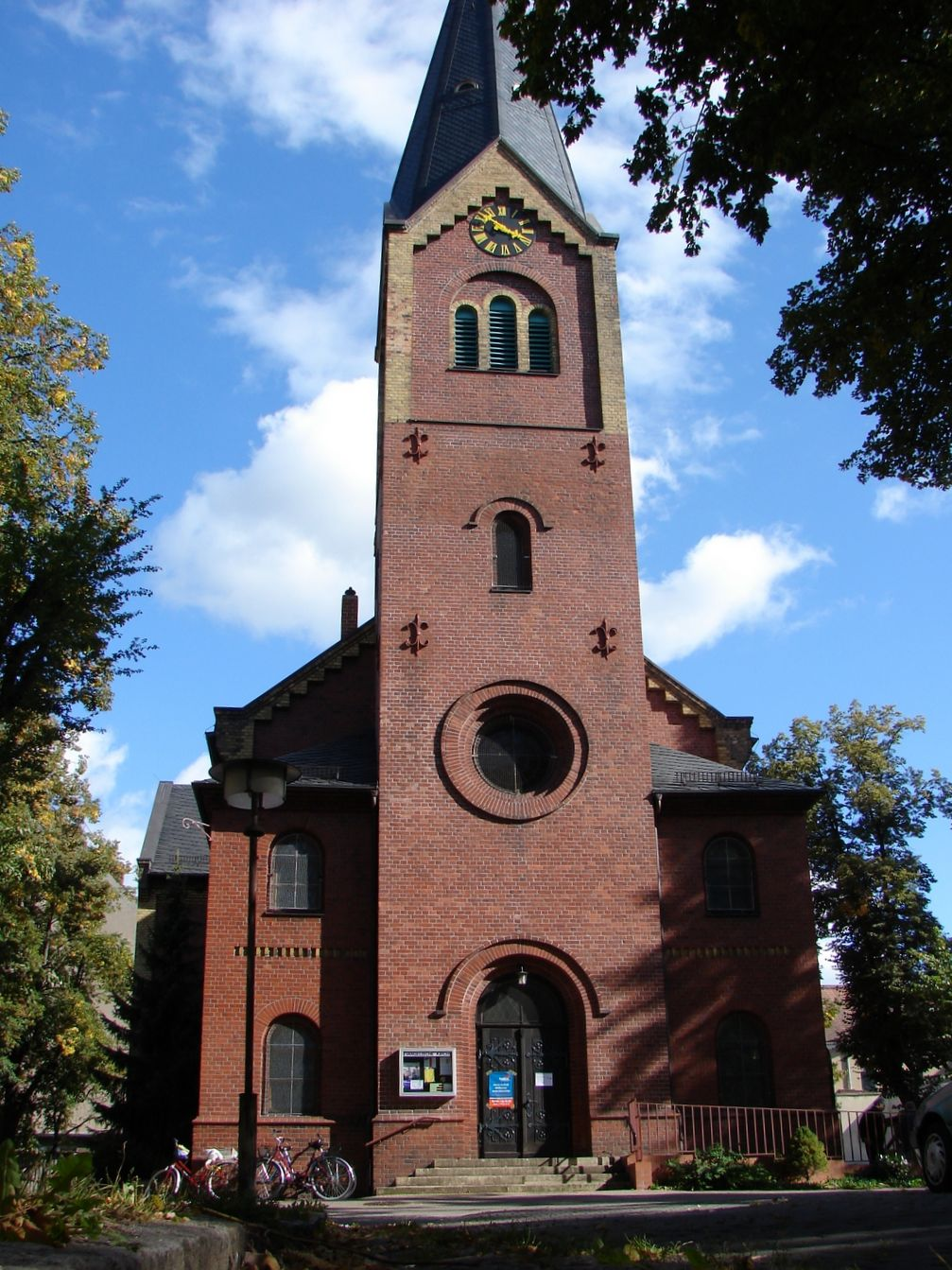
Євангелістська церква, збудована у 1892/93
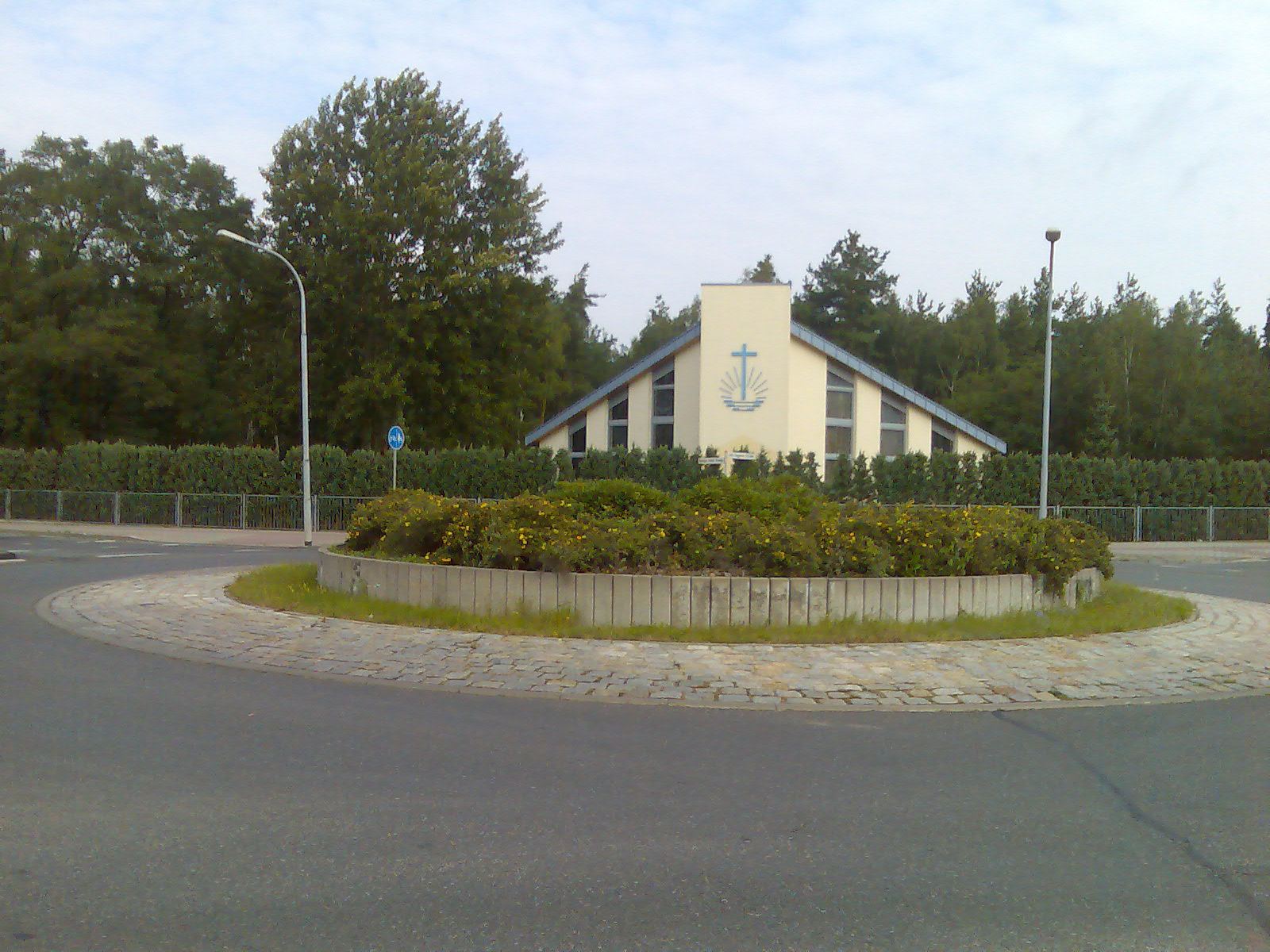
Новоапостольська церква
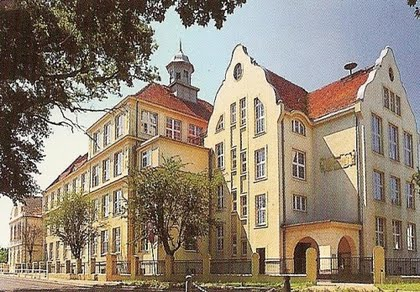
Школа №1
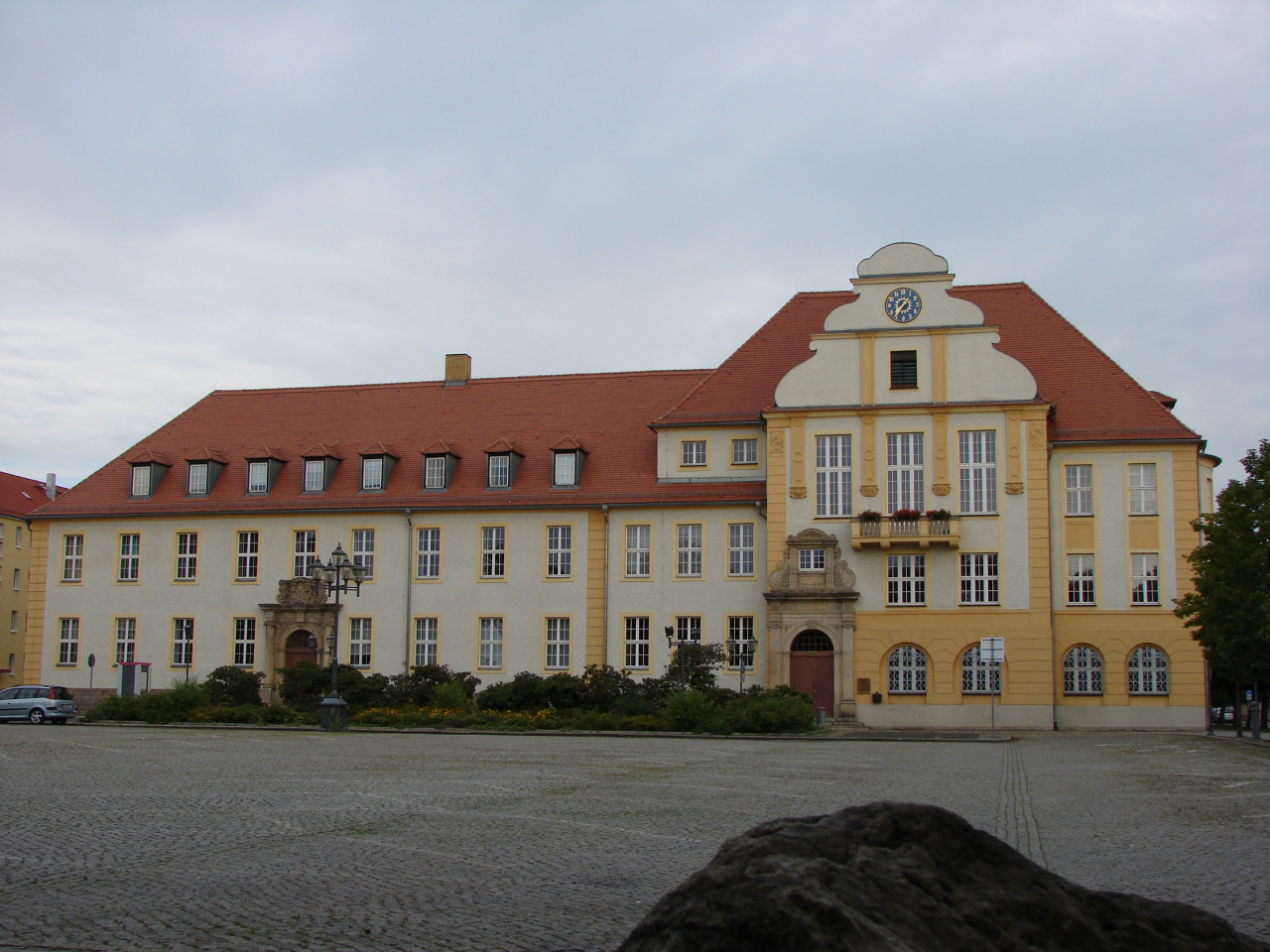
Ратуша
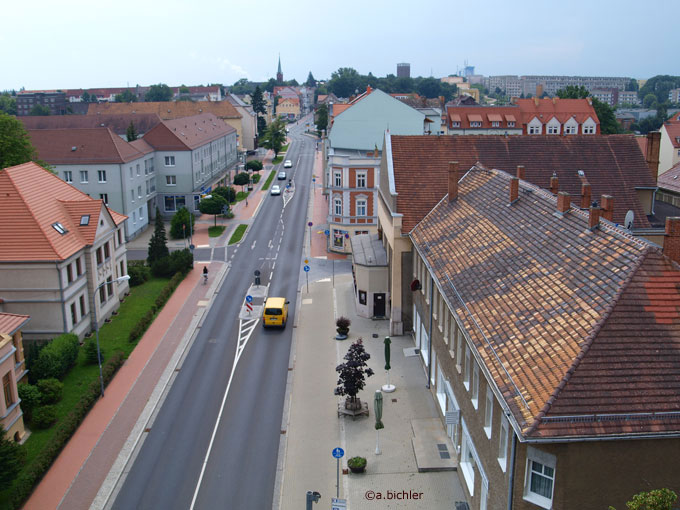
Центр міста
Кількість опадів (1961–1990)
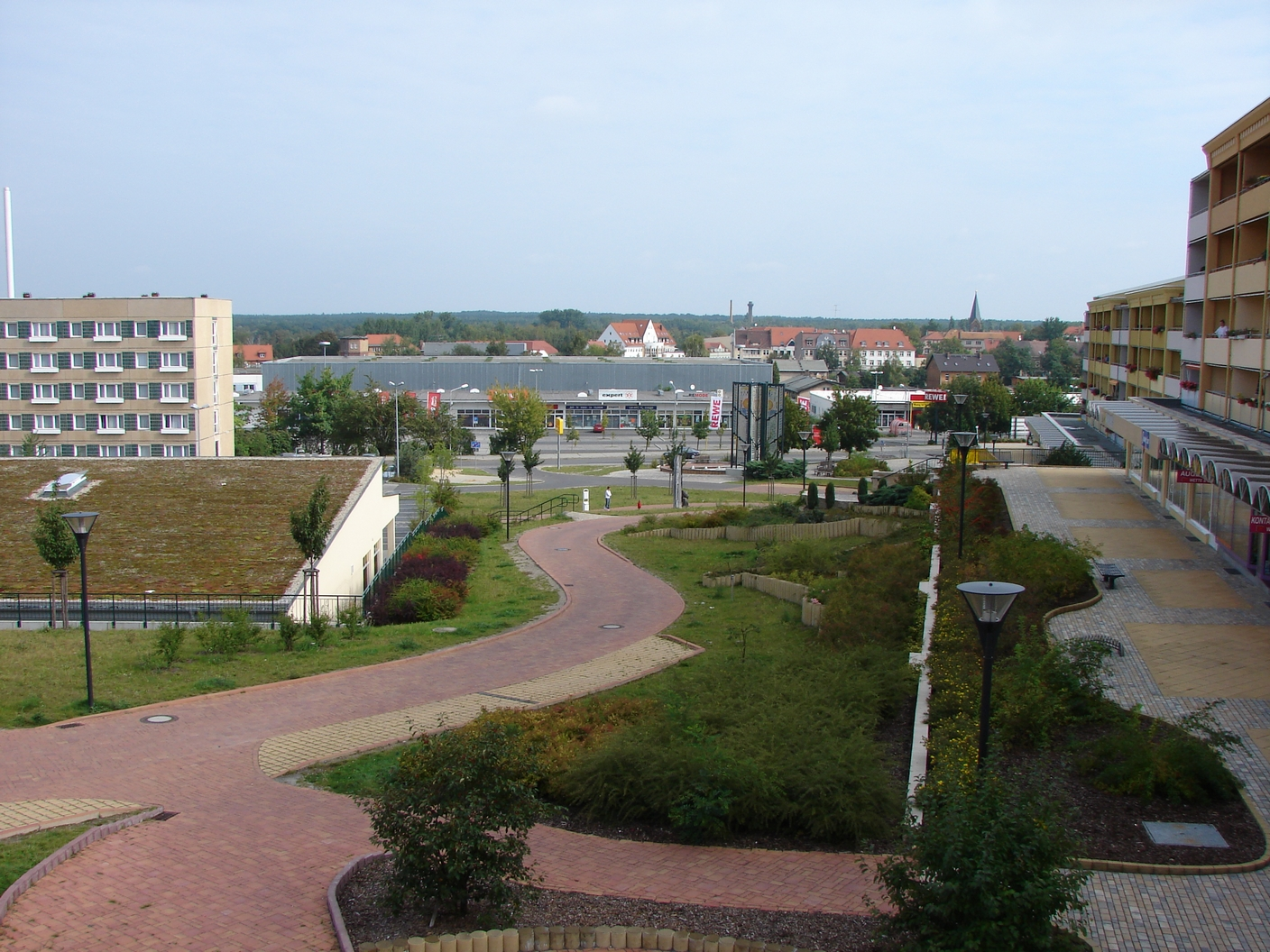
Бульвар
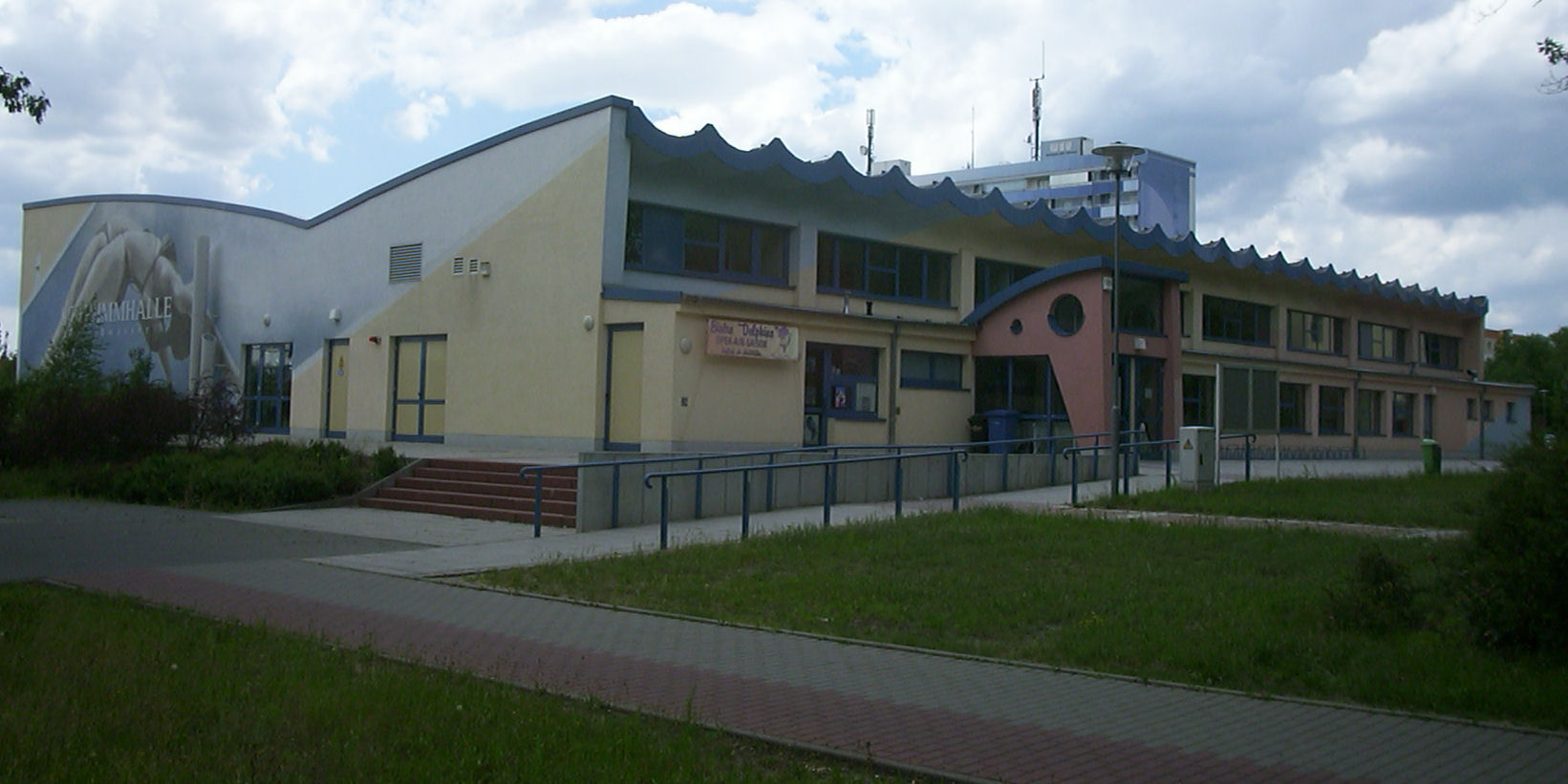
Критий плавальний басейн
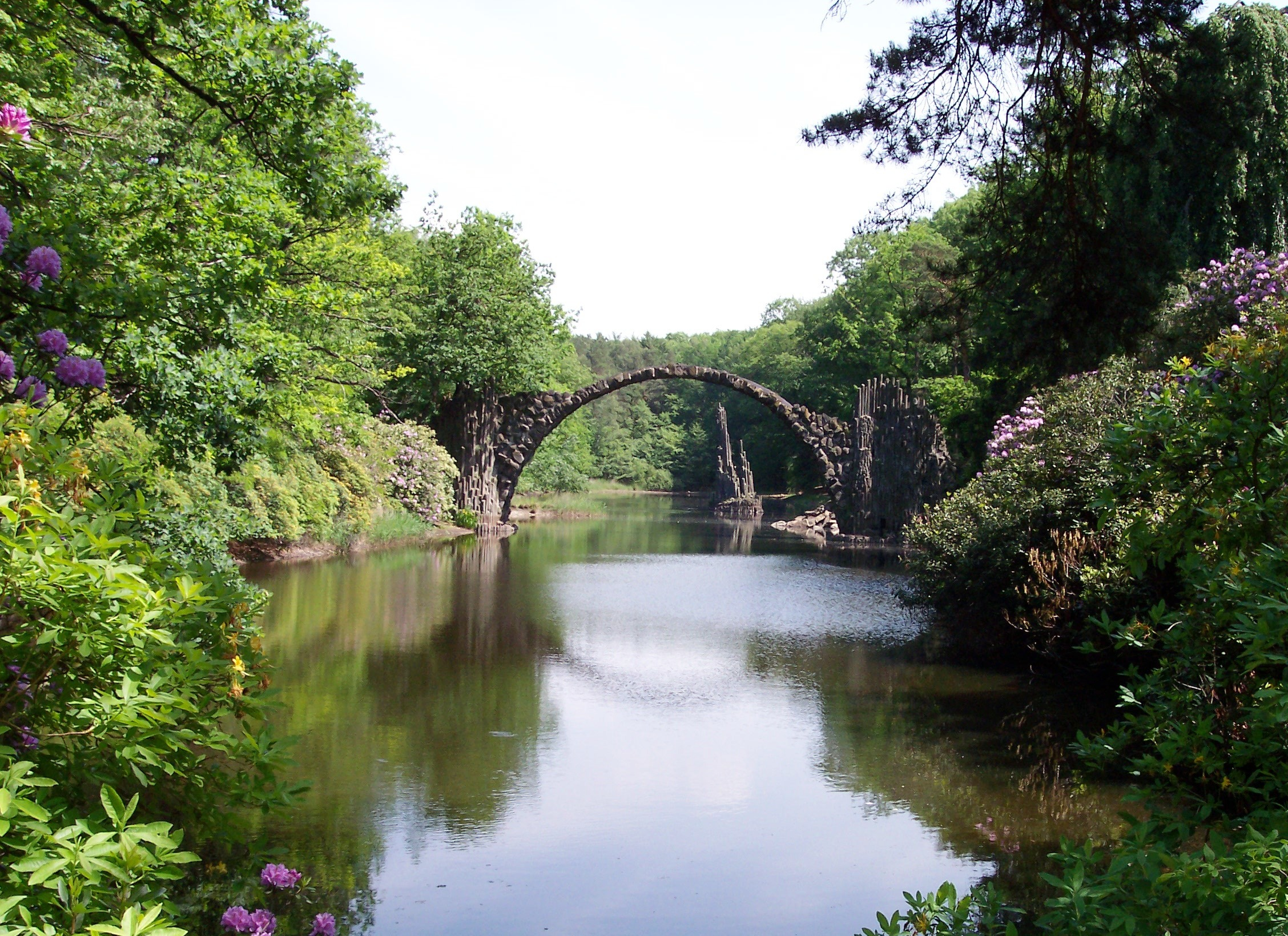
Міст Ракоцбрюке у парку Кромлау
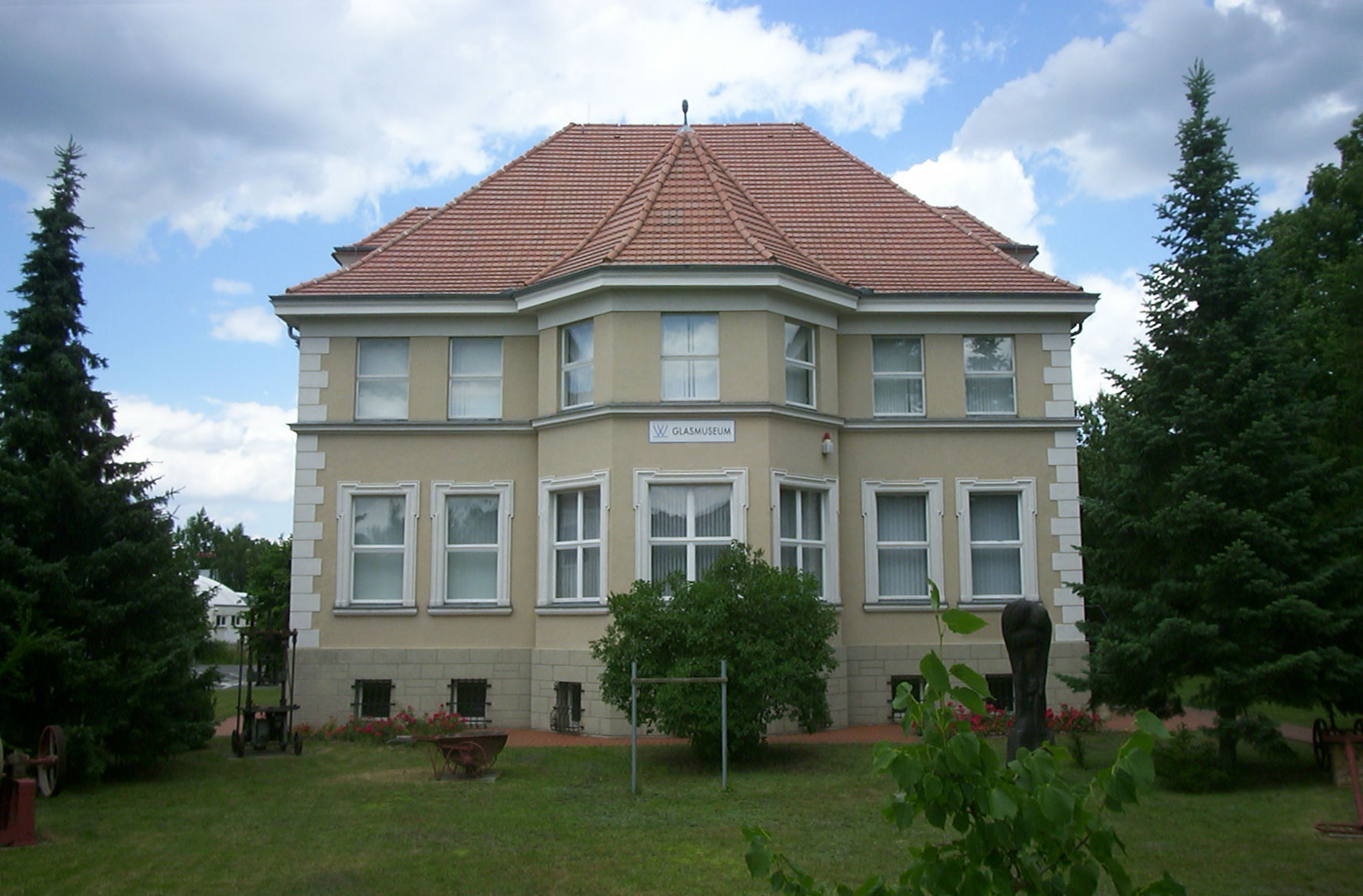
Музей скла
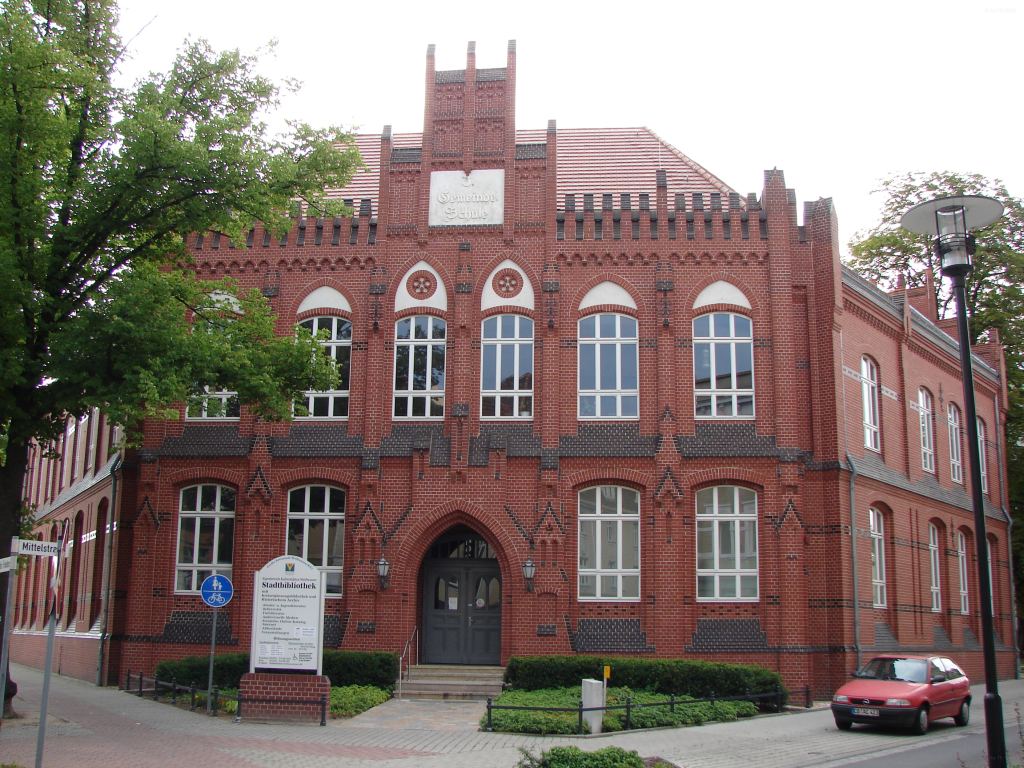
Міська бібліотека у колишній початковій школі №3
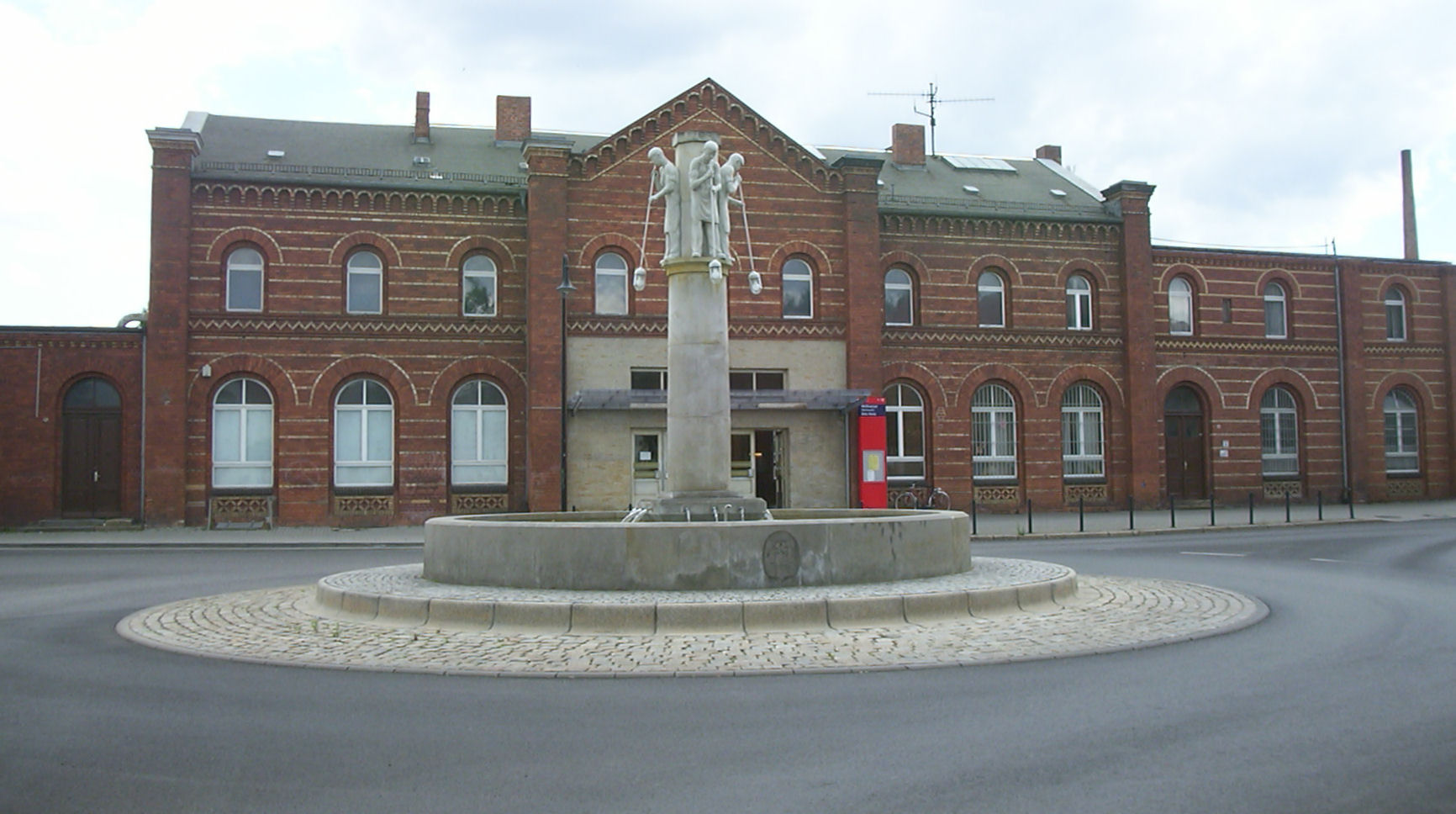
Фонтан склодувів перед вокзалом
Герб
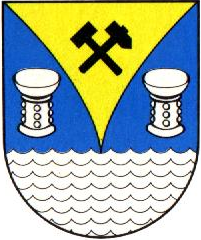
Геральдично правильна версія гербу зі срібними барабанами